# Star Wars: Chewbacca
Star Wars: Chewbacca è una miniserie a fumetti statunitense di cinque numeri ambientata nell'universo fantascientifico di Guerre stellari scritta da Gerry Duggan, disegnata da Phil Noto e pubblicata dalla Marvel Comics.
La serie, collocata dopo gli eventi del film Guerre stellari, è iniziata il 14 ottobre 2015 e si è conclusa il 30 dicembre. Il protagonista della storia è lo wookiee Chewbecca, bloccato temporaneamente su un pianeta durante una missione per conto dell'Alleanza Ribelle, che aiuta un gruppo di minatori ridotti in schiavitù ad affrancarsi dal loro oppressore.

## Trama
Mentre fa scalo sul pianeta Andelm-4 nel corso di una missione per l'Alleanza Ribelle, Chewbecca incontra Zarro, una giovane abitante del pianeta ridotta in schiavitù a lavorare per conto del ricco trafficante Juam nella caverna degli scarabei andelm al fine di produrre elementi chimici per l'Impero Galattico. Zarro lo convince ad aiutarla a liberare suo padre. Approfittando dell'assenza di Juam, Chewbecca si cala attraverso i condotti dell'aria e, una volta all'interno della miniera, scatena una rivolta degli schiavi. L'aiutante di Jaum, Tyvak, fa però crollare la caverna pur di impedire la fuga dei prigionieri. Mentre i minatori sono in trappola e devono difendersi anche dagli scarabei, Chewbecca è l'unico che riesce ad arrampicarsi per i condotti dell'aria e ad emergere in superficie salvando poi tutti gli altri.
Mentre Jaum viene informato della fuga dei minatori e avvisa l'Impero, i prigionieri escogitano un piano per liberarsi del trafficante. Riescono a imbarcare un droide imbottito di esplosivo sull'astronave di Juam e poi Chewbecca e Zarro, catturati dal comandante imperiale Kai, si spacciano per alleati dell'Impero e lo persuadono che Jaum è una spia ribelle pronta a far esplodere l'astronave. In seguito all'esplosione Jaum viene catturato e Chewbecca e Zarro approfittano dei disordini per fuggire a bordo di un TIE e tornare su Andelm-4. Lo wookiee regala a Zarro la medaglia che ha ricevuto dopo la battaglia di Yavin dopodiché ritorna alla sua missione, che consiste nel recarsi a casa sul pianeta Kashyyyk e consegnare la scatola della medaglia ai suoi familiari.

## Sviluppo
La miniserie è stata annunciata in esclusiva da MTV il 10 luglio 2015. Ha debuttato poi nel mese di ottobre 2015, scritta da Gerry Duggan con i disegni di Phil Noto. L'editor della Marvel Jordan D. White ha offerto a Duggan la possibilità di scrivere una serie su Chewbecca, che ha colto al volo l'opportunità di realizzare il fumetto. Secondo Duggan, la Lucasfilm considera Chewbecca abbastanza importante da avere la una propria serie, seguendo le orme di Star Wars: Principessa Leia e Star Wars: Lando.
Una delle prime cose che il team creativo ha parlato per la serie era come gestire il dialogo di Chewbecca, in quanto lui non parla in Basic Galattico. Duggan ha detto a MTV che Noto ha il giusto talento per essere in grado di raccontare la storia con o senza dialogo da parte del personaggio principale. Nonostante ciò, la Lucasfilm e la Marvel hanno fatto scrivere a Duggan una versione in inglese della storia.

## Pubblicazione
La miniserie Chewbacca, scritta da Gerry Duggan e disegnata da Phil Noto, è stata pubblicata dalla Marvel Comics dal 14 ottobre 2015 al 30 dicembre in cinque numeri. I cinque albi sono stati raccolti in un'edizione cartonata, pubblicata l'8 marzo 2016, e successivamente inglobati nel volume omnibus Heroes For a New Hope il 15 novembre 2016 assieme alle miniserie Star Wars: Principessa Leia e Star Wars: Lando.
L'edizione italiana è stata edita da Panini Comics. Il primo albo è uscito il 14 luglio 2016 sullo spillato Star Wars #13, mentre la serie si è conclusa il 17 novembre 2016, su Star Wars #17. La serie è stata poi ristampata in un unico albo raccoglitore.
| N° | Titolo  | Pubblicazione statunitense | Pubblicazione italiana             |
| -- | ------- | -------------------------- | ---------------------------------- |
| 1  | Parte 1 | 14 ottobre 2015            | 14 luglio 2016 in Star Wars #13    |
| 2  | Parte 2 | 28 ottobre 2015            | 11 agosto 2016 in Star Wars #14    |
| 3  | Parte 3 | 11 novembre 2015           | 15 settembre 2016 in Star Wars #15 |
| 4  | Parte 4 | 25 novembre 2015           | 10 ottobre 2016 in Star Wars #16   |
| 5  | Parte 5 | 30 dicembre 2015           | 17 novembre 2016 in Star Wars #17  |